# Gisele De Santi
Gisele De Santi (Porto Alegre, 4 de novembro de 1985) é uma cantora e compositora brasileira.
É graduada em Música pela UFRGS. Seu primeiro CD, Gisele De Santi, foi gravado em 2010 com apoio do Fundo Municipal de Apoio à Produção Artística e Cultural de Porto Alegre (Fumproarte). No mesmo ano ela conquistou o Prêmio Açorianos nas categorias Revelação e Intérprete do Ano. Composições suas também foram gravadas pela banda Chimarruts, no álbum Só pra Brilhar (2012).
Em 2013, lançou o segundo álbum, Vermelho e Demais Matizes, cuja gravação foi financiada por meio de uma campanha de crowdfunding.
Em 2016, lançou o terceiro álbum, denominado Casa.

## Discografia
- 2010 - Gisele De Santi
- 2013 - Vermelho e Demais Matizes
- 2016 - Casa[6]

## Prêmios e indicações

### Prêmio Açorianos
| Ano  | Categoria         | Indicação                  | Resultado |
| ---- | ----------------- | -------------------------- | --------- |
| 2010 | Intérprete de MPB | Gisele De Santi            | Venceu    |
| 2010 | Revelação do Ano  | Gisele De Santi            | Venceu    |
| 2010 | Compositor de MPB | Gisele De Santi            | Indicado  |
| 2010 | Disco de MPB      | Gisele De Santi            | Indicado  |
| 2013 | Compositor de MPB | Gisele De Santi            | Venceu    |
| 2013 | Intérprete de MPB | Gisele De Santi            | Indicado  |
| 2013 | Espetáculo do Ano | Vermelhos e Demais Matizes | Indicado  |
| 2016 | Disco do Ano      | Casa                       | Venceu    |
| 2016 | Álbum de MPB      | Casa                       | Venceu    |
| 2016 | Compositor de MPB | Gisele De Santi            | Indicado  |
| 2016 | Intérprete de MPB | Gisele De Santi            | Indicado  |